# Hans Schüchlin
Hans Schüchlin, též Schuchlin, Schyechlin, Schuelin, Schielin, Schühlin, Schiechlin, (* kolem 1430, Ulm – 1505, Ulm) byl pozdně gotický malíř v Ulmu.

## Život
Schüchlin byl synem tesaře, který do Ulmu přišel z Nördlingenu. Počátkem 60. let pracoval krátce jako tovaryš u Hanse Pleydenwurffa v Norimberku a oženil se zde se sestrou malíře Albrechta Rebmanna. Poprvé je zaznamenán roku 1469 jako autor oltáře v Kostele sv. Máří Magdalény v Tiefenbronnu. Schüchlin si zřídil dílnu (nebo převzal dílnu Mistra oltářních křídel v Sterzingu) v Ulmu a zaznamenal rychlý společenský vzestup jako představený špitálu, katedrály, člen městské rady v letech 1496-1497 a hlava cechu sv. Lukáše. Se Schüchlinovou starší dcerou se oženil Bartholomäus Zeitblom, který později převzal dílnu svého tchána a stal se nejvýznamnějším malířem Ulmské školy a hlavou cechu sv. Lukáše.
Mladší dcera se provdala za malíře Martina Schaffnera. Synové Hanse Schüchlina Daniel Schüchlin, Lucas Schüchlin a Erasmus Schüchlin byli malíři.

## Dílo

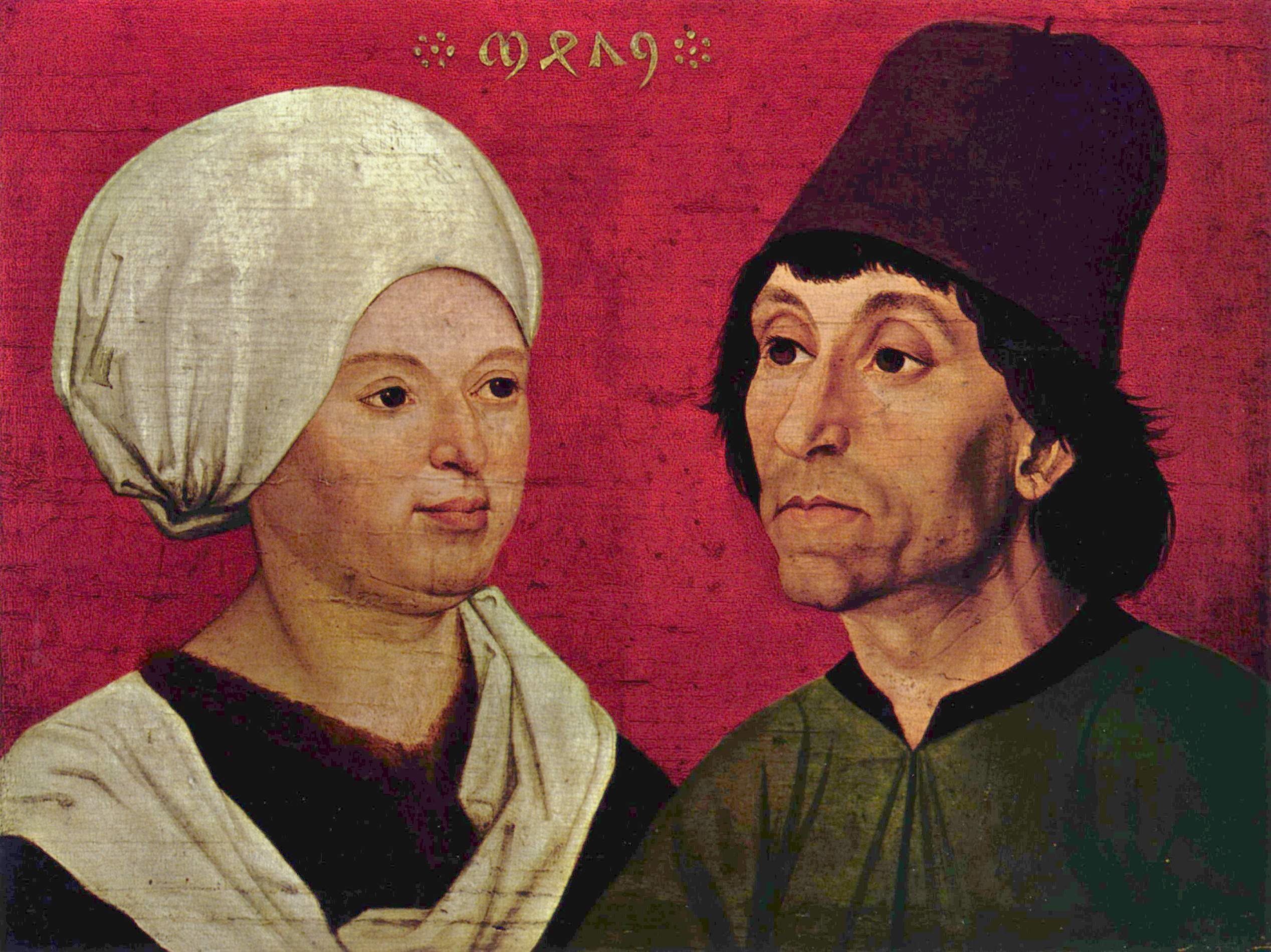
Hans Schüchlin, Dvojportrét manželů

Schüchlinova technika malby a modelace byla ovlivněna Hansem Pleydenwurffem. Slohově navázal na ulmskou tradici založenou tzv. Mistrem oltářních křídel v Sterzingu (Meister des Sterzinger Altars) ovlivněnou nizozemským realismem a užíval také např. stejný vzor při dekoraci pozadí obrazů tzv. presbrokátem. Na jeho dvojportrétu manželského páru postavy stojí vedle sebe a není zřejmé, že jsou ve vzájemném vztahu, jejich tváře jsou statické a klidné. Figury jsou vyznačeny výraznými konturami proti neutrálnímu pozadí.

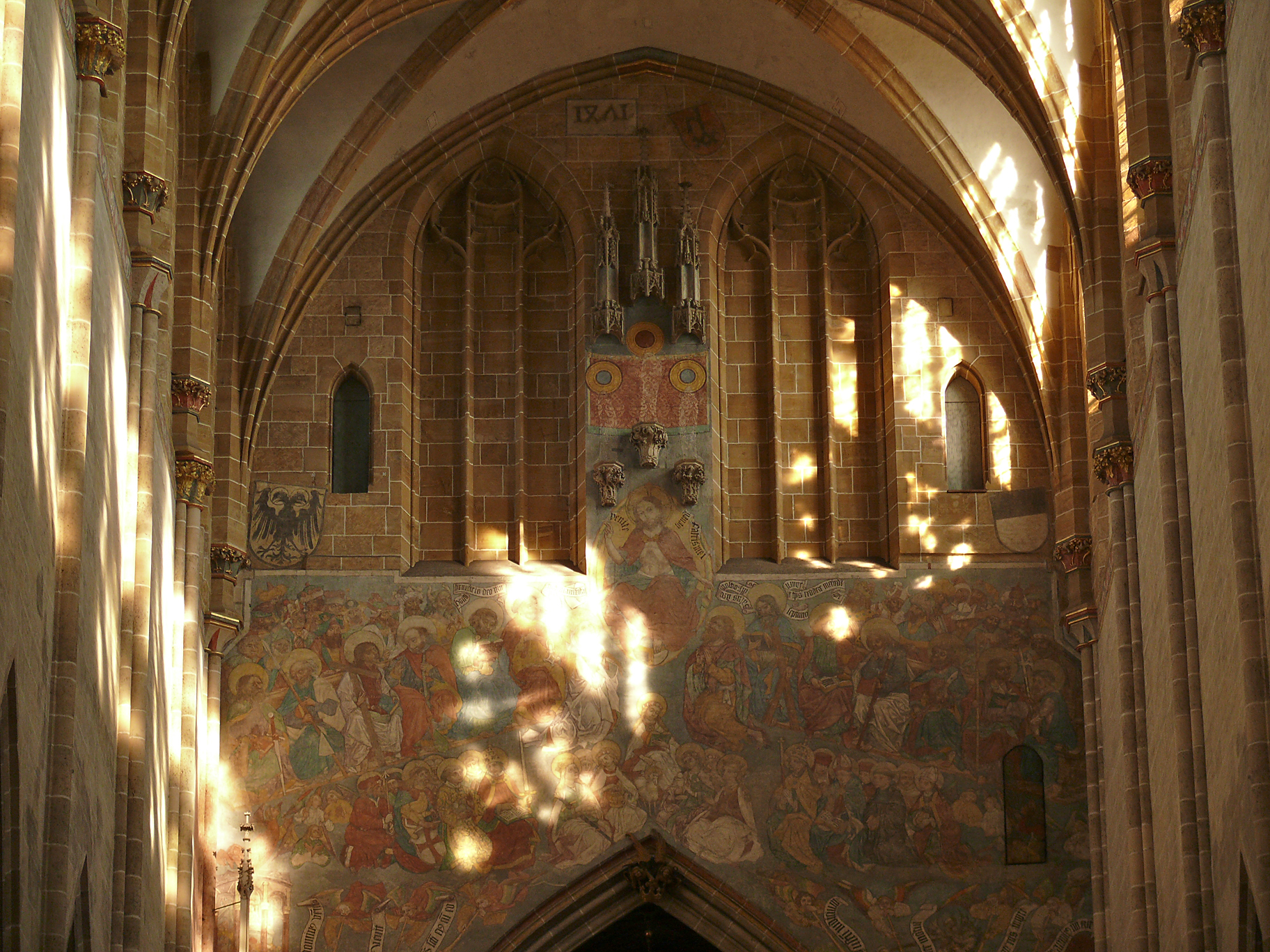
Ulm Münster, Poslední soud

Schüchlinova dílna dostávala řadu zakázek a byla nejvýznamnější v Ulmu. Zřejmě provedla také velkou nástěnnou malbu se scénou Posledního soudu na triumfálním oblouku Ulmské katedrály, ale ta byla později značně přemalována a autorství není jisté. Pro své politické funkce se Schüchlin práci v dílně nevěnoval a spoléhal na své dílenské spolupracovníky. Proto existuje jen málo děl, které mu lze spolehlivě připsat. Jeho oltáře pro kostely sv. Martina v Rothenburgu (1474, s Albrechtem Rebmannem), sv. Lienharda v Ulmu a kapli kláštera v Lorchu (1495) se nezachovaly.
Pešina připsal Hansi Schüchlinovi obraz Stětí sv. Barbory (Národní galerie v Praze) a nalezl u něj shodné stylistické rysy s oltářním obrazem z Tiefenbronnu. Týká se to symetrické a uzavřené kompozice, hlubokého výhledu do krajiny a poněkud váhavých figur se strnulými rysy. Malíř si všímá dobové módy a materiál oděvů podává v široké škále jemných odstínů barev. Věnuje pozornost detailům květin v předním plánu i v krajině v pozadí.

### Známá díla
- 1469 Hlavní oltář v kostele Sv. Marie Magdaleny, Tiefenbronn: Vnější křídla: čtyři scény z Radostí Panny Marie (Zvěstování, Navštívení, Narození a Klanění tří králů), vnitřní křídla: Čtyři pašijové scény (Posmívání Krista, nesení kříže, ukládání do hrobu a vzkříšení). Řezbářská část oltáře snad dílo Jörg Syrlina a Michela Erharta.[5]
- 1479 portrét manželského páru, Mnichov, Bayerisches Nationalmuseum
- 1480 Nesení kříže, Přibíjení na kříž, od roku 2003 Coburg, dříve Collection Schäfer, Schweinfurt
- kolem 1470 Stětí sv. Barbory, Hans Pleydenwurff, Národní galerie v Praze (spolupráce)

Nejisté autorství
- 1474 návrh hlavního oltáře v Ulmu [6]
- 1488 Hausenerův retábl[7]